# Lilla kycklingen
Lilla kycklingen (engelska: Chicken Little) är en amerikansk animerad film från 2005. Den är baserad på en folksaga vid samma namn.

## Handling
När Lilla kycklingen får något i huvudet är han övertygad om att himlen håller på att falla ner. Han varnar sina vänner, grannar och alla han träffar och snart är paniken ett faktum. Men så snart det falska larmet uppdagas är kycklingens rykte inte det bästa. Då händer det att jorden blir invaderad av utomjordingar. Lilla kycklingen och hans vänner måste försöka rädda världen utan att skapa panik på nytt.

## Om filmen
Allmän amerikansk publikpremiär skedde den 4 november 2005 med svensk premiär 3 februari 2006. Filmen finns i två versioner, dels vanlig klassisk samt en speciell 3D-variant som bara kan visas på digitala biografer. Den 20 mars 2007 släpptes filmen för första gången till blu-ray.

## Roller (i urval)
| Roll                                  | Engelsk röst     | Svensk röst         |
| ------------------------------------- | ---------------- | ------------------- |
| Lilla Kycklingen                      | Zach Braff       | David Hellenius     |
| Anki Dopping, alias Den Fula Ankungen | Joan Cusack      | Christine Meltzer   |
| Plutten den Lille                     | Steve Zahn       | Peter Magnusson     |
| Tupp Kluck                            | Garry Marshall   | Per Eggers          |
| Borgmästare Stroppe Kalkon            | Don Knotts       | Bert-Åke Varg       |
| Lollo Listig                          | Amy Sedaris      | Sussie Eriksson     |
| Rektor Apport                         | Wallace Shawn    | Mikael Grahn        |
| Kommentator                           | Harry Shearer    | Claes af Geijerstam |
| Bengt Wikberg                         | Fred Willard     | Erik Haag           |
| Tina Wikberg                          | Catherine O'Hara | Martina Haag        |
| Herr Ullsson                          | Patrick Stewart  | Dan Ekborg          |

## Om filmen
Disney hade tidigare gjort en animerad film baserad på sagan, kortfilmen Tuppkycklingen från 1943.

### Fotnoter
1. ↑  ”Chicken Little” (på engelska). Bluray. 6 mars 2007. http://www.blu-ray.com/movies/Chicken-Little-Blu-ray/13/. Läst 19 augusti 2016.